# Séismes de 2011 à Port-Vila
Les séismes de 2011 à Port-Vila, de magnitude 7,2 et 7,1 ont touché Éfaté, une île du Vanuatu, dont la ville principale Port-Vila, le 20 août 2011 à 16 h 55 et 18 h 19 sans faire aucune victime,,.